# Pembrolizumab
Le pembrolizumab (anciennement lambrolizumab, nom commercial : Keytruda) (Merck) est un anticorps monoclonal dirigé contre la protéine PD-1 et utilisé comme médicament anticancéreux. C'est un traitement par immunothérapie plus facile à supporter par les patients que la chimiothérapie. Il a toutefois un taux de succès variable selon le type de tumeurs et des effets secondaires liés à des réactions auto-immunes souvent réversibles. Très coûteux, il a rapporté 17 milliards de dollars à Merck & Co. en 2021,.

## Efficacité
Il a été testé dans un premier temps dans les mélanomes réfractaires à l'ipilimumab. Il permet la régression de certaines lésions avec une amélioration de la durée de rémission et s'avère meilleur que l'ipilimumab, tant en termes de tolérance que de durée de survie sans aggravation. En tant que traitement adjuvant des mélanomes stade III réséqués, il permet une augmentation du taux de rémission. Les résultats sont améliorés si un traitement néoadjuvant est combiné au traitement adjuvant.
Dans le carcinome à cellules de Merkel, le taux de réponse dépasse 50% dans les formes avancées. Il a également une certaine efficacité dans le cancer bronchique non à petites cellules, en particulier pour les tumeurs exprimant le PD-L1 ou dans le carcinome urothélial résistant ainsi que dans le cancer du rein en tant que traitement adjuvant. Il est actif dans les formes récidivantes ou métastatiques des cancers des voies aérodigestives supérieures, dans certains cancers du sein, dit « triple négatifs ». Ce traitement concerne aussi des malades atteints d’un cancer colorectal qui a continué de progresser après une chimiothérapie.
En dehors des cancers, il a une certaine activité dans la leucoencéphalopathie multifocale progressive.

## Indications
Le pembrolizumab dispose d'une autorisation de mise sur le marche (AMM) pour le traitement du mélanome, du cancer bronchique non à petites cellules (CBNPC), des carcinomes épidermoïdes ORL et du lymphome de Hodgkin classique (LHc).
Le 23 mai 2017, l'agence américaine des produits alimentaires et des médicaments (FDA) a autorisé la mise sur le marché du pembrolizumab afin de traiter des tumeurs qui sont inopérables et porteuses de traits génétiques particuliers (MSI-H et dMMR) détectables par des bio-marqueurs.
Le 30 novembre 2017, le pembrolizumab obtient une extension d’indication en monothérapie dans le traitement des patients adultes atteints d’un carcinome urothélial localement avancé ou métastatique ayant reçu une chimiothérapie antérieure à base de sels de platine ou inéligibles à une chimiothérapie à base de cisplatine.

## En France
En France Keytruda 25mg et 50mg, commercialisé par MSD-France,  n'est disponible qu'à l'hôpital et sa prescription est réservée aux spécialistes en oncologie ou médecin compétent en cancérologie. Il peut être prescrit en monothérapie ou en association avec une chimiothérapie à base de sels de platine ou de 5-fluorouracile (5-FU). Son utilisation a été évaluée dans le cancer épidermoïde de la tête et du cou, le cancer du rein, le cancer bronchique non à petites cellules, et le mélanome.
Un flacon de Keytruda 100mg/4ml étant vendu en France par Merck au prix de 2 400 €, le prix élevé de ce produit encourage le vol et le trafic malhonnête. C'est ainsi qu'une palette d'une valeur 2 000 000 € a été volée à Nanterre début 2024